# Erlenbach am Main
Erlenbach am Main (Erlenbach a.Main) là một đô thị thuộc huyện Miltenberg bang Bayern nước Đức.